# The Trip (film 2021)
The Trip (I onde dager) è un film del 2021 diretto da Tommy Wirkola. È stato distribuito il 15 ottobre 2021 su Netflix.
Commedia nera norvegese con accenti splatter che narra le vicissitudini di una coppia in crisi che si concede un week-end fuori città, andando incontro ad un'avventura inaspettata.

## Trama
Lars è un regista di soap opera insoddisfatto e sua moglie Lisa è un'attrice che non riesce a sfondare. Partiti per un week-end in una baita in riva a un lago, di proprietà del padre di Lars, Mikkel, autista di autobus in pensione che ora vive in un ospizio, entrambi vogliono mettere in pratica intenti omicidiari nei confronti del consorte. Inizialmente lei scopre lui e lo immobilizza, ma poi arriva l'ingenuo Viktor che ribalta la situazione a favore di Lars che lo aveva ingaggiato per disfarsi del corpo di lei. Quando Lisa svela a Viktor che con lei può guadagnare di più, ne nasce una colluttazione nella quale Lars ferisce gravemente ad una mano il ragazzo. Implorato dalla moglie di intervenire, Lars, frastornato, fraintende e uccide Viktor con una fucilata. Nella colluttazione che segue i due coniugi si accapigliano di nuovo e un nuovo sparo diretto alla soffitta finisce per colpire uno dei tre uomini che vi si nascondevano e che improvvisamente piombano sui due litiganti sopraffacendoli. Si tratta di Petter, Dave e Roy, tre evasi di prigione che si sono rifugiati nella baita disabitata, sicuri di potersi ristorare per pianificare al meglio il resto della loro fuga, ma che poi si sono dovuti nascondere per non essere scoperti, fin quando hanno potuto.
Di fronte a un tentativo di brutalizzazione di Lars, Lisa implora i tre di non abusare di loro con la promessa di ricompensarli con una cifra cospicua il giorno successivo, quando potrà recarsi in banca. Guadagnata la notte, nonostante siano legati, con astuzia i due coniugi, che nella difficoltà stanno ritrovando una certa sintonia, si liberano e scappano. Ne seguono una serie di scontri efferati nei quali i due avrebbero la peggio se non intervenisse a sorpresa Mikkel. Questi, avvertito dall'amico Hans che aveva notato strani movimenti della baita, era infatti fuggito dall'ospizio accorrendo giusto in tempo per salvare il figlio. In altri accesi scontri violenti finiranno uccisi lo stesso Mikkel, Dave, Roy, quindi, quando Petter sembra aver avuto la meglio, Lars e Lisa, seppur malridotti, finiscono per eliminarlo sopraffacendo definitivamente i pericolosissimi evasi. All'arrivo della polizia, i coniugi, che alla fine hanno riscoperto i sentimenti reciproci che li avevano uniti, dimenticando i recenti forti dissapori, rendono una versione un po' fantasiosa dei fatti. Su idea di Lisa, poi, cavalcano la popolarità del loro caso di cronaca arrivando a vendere i diritti della loro storia per un film hollywoodiano, così da risolvere i problemi economici, che in qualche modo sono stati all'origine di tutti i guai. Così sul set della pellicola che narra la loro disavventura, Lisa, impersonando se stessa, ha finalmente un ruolo da protagonista, mentre Lars dirige finalmente un vero film.

## Accoglienza

### Critica
Il film è stato generalmente ben accolto, essendo riuscito il regista ad unire felicemente riso, violenza e satira, grazie all'abile uso di uno humour dissacrante.